# Johann Heinrich Winckler
Pour les articles homonymes, voir Winckler.

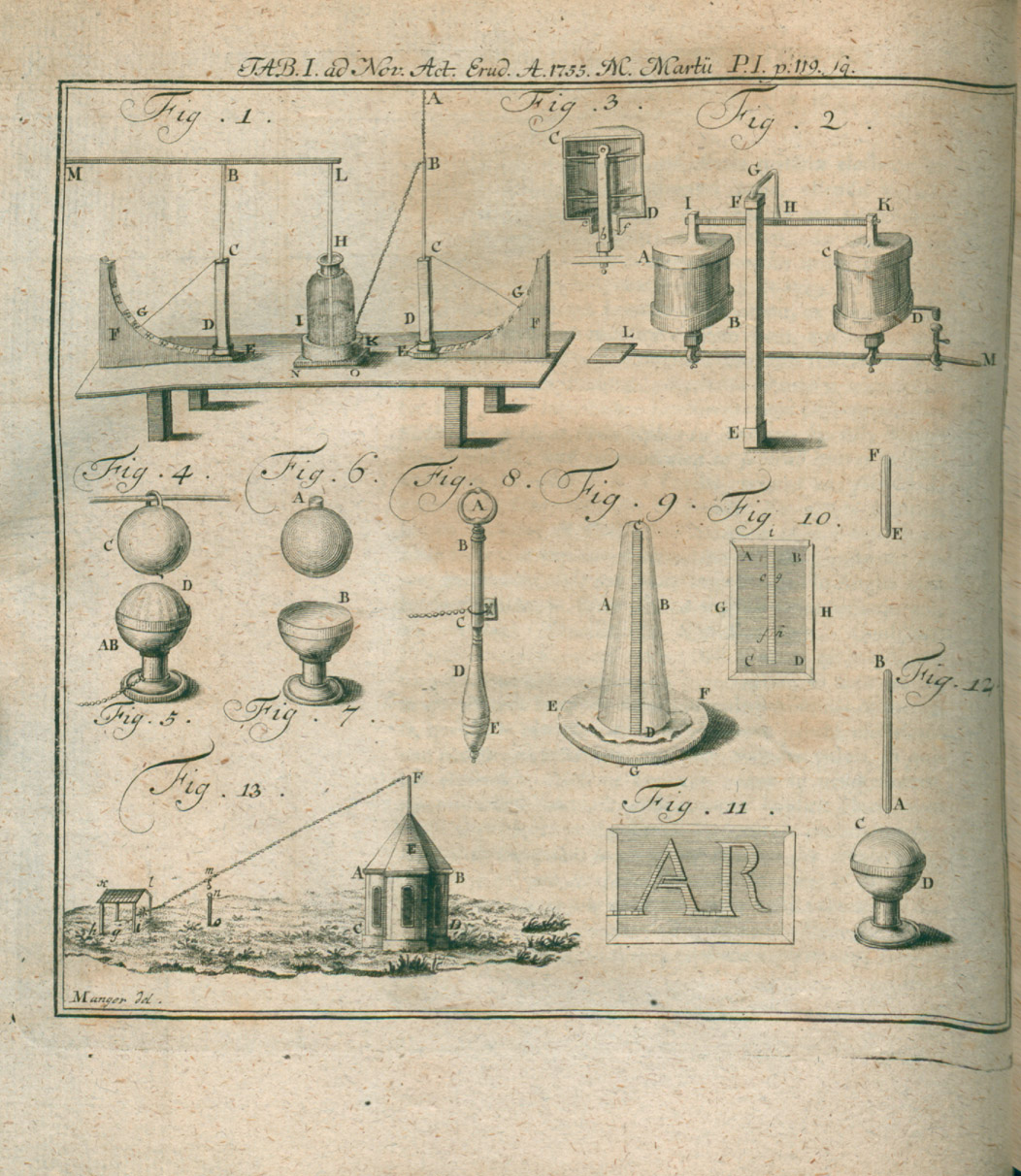
Illustration de De avertendi fulminis artificio publiée sur les Acta Eruditorum du 1755

Johann Heinrich Winckler est un érudit allemand en de multiples domaines (physique, chimie, philosophie, langues classiques etc.). Élève de Johann Sebastian Bach à l'école Saint-Thomas de Leipzig, il écrit le livret de la cantate BWV Anh. 18 pour l'inauguration de la rénovation de l'école.
Né à Wingendorf, en Haute Lusace (aujourd'hui sur la commune de Bahretal) le 12 mars 1703 et décédé à Leipzig le 18 mai 1770, il est élève de la Thomasschule de 1731 à 1739 et même, en cette dernière année, professeur de assistant de latin et grec à l'Université où, trois années plus tard, il est titularisé. Particulièrement brillant en physique, Winckler étudie le transport de l'électricité et parvient à des conclusions qui aboutirent plus tard à la télégraphie. Il fait partie de la Deutsche Gesellschaft, une société savante, une union intellectuelle.